# Italia ai campionati europei di corsa in montagna
La Nazionale italiana di corsa in montagna  è la squadra che rappresenta l'Italia ai Campionati europei di corsa in montagna.
I membri della nazionale sono suddivisi  in quattro categorie, maschile assoluti, maschile U20M, femminile assolute e femminile U20W. Per tutte queste quattro categorie è poi prevista una classifica individuale per Nazioni che tiene conto del piazzamento dei migliori rappresentanti per ogni nazionale. I titoli continentali per le categorie U20M e U20W si sono disputati per la prima volta a partire dall`anno 2007.
Dal 1995 al 2001, la competizione aveva il nome di European Mountain Running Trophy. A partire dal 2002 compreso ha poi preso il nome ufficiale di European Mountain Running Championship.

## Campionati europei

### Maschili assoluti
| Anno                                 | Rango e nome dell`atleta                                                         | Classifica a squadre |
| Edizione 1 1995 Vallerague           | 2. Antonio Molinari 3. Davide Milesi 4. Lucio Fregona 6. Galdino Pilot           | 1. ITA Oro           |
| Edizione 2 1996 Llanberis            | 3. Lucio Fregona 4. Danilo Bosio 12. Gino Caveva 13. Massimo Galliano            | 2. ITA Argento       |
| Edizione 3 1997 Ebensee              | 2. Antonio Molinari 6. Marco De Gasperi 9. Karl Gruber 11. Lucio Fregona         | 1. ITA Oro           |
| Edizione 4 1998 Sestriere            | 1. Antonio Molinari 3. Marco De Gasperi 5. Lucio Fregona 18. Roberto Porro       | 1. ITA Oro           |
| Edizione 5 1999 Bad Kleinkirchheim   | 1. Antonio Molinari 5. Simone Lenzi 15. Davide Milesi 16. Marco De Gasperi       | 1. ITA Oro           |
| Edizione 6 2000 Miedzyggorze         | 1. Massimo Galliano 3. Antonio Molinari 12. Andrea Agostini 18. Roberto Porro    | 1. ITA Oro           |
| Edizione 7 2001 Cerklje              | 1. Antonio Molinari 7. Marco De Gasperi 8. Marco Gaiardo 9. Emanuele Manzi       | 1. ITA Oro           |
| Edizione 8 2002 Camara de Lobos      | 2. Marco De Gasperi 4. Emanuele Manzi 5. Marco Gaiardo 10. Lucio Fregona         | 1. ITA Oro           |
| Edizione 9 2003 Trento               | 1. Marco Gaiardo 4. Marco De Gasperi 14. Emanuele Manzi 33. Andrea Agostini      | 1. ITA Oro           |
| Edizione 10 2004 Korbielow           | 1. Marco De Gasperi 3. Marco Gaiardo 6. Alessio Rinaldi 10. Davide Chicco        | 1. ITA Oro           |
| Anno                                 | Rango e nome dell`atleta                                                         | Classifica a squadre |
| Edizione 11 2005 Heiligenblut        | 3. Marco De Gasperi 7. Marco Gaiardo 10. Gabriele Abate 25. Davide Chicco        | 1. ITA Oro           |
| Edizione 12 2006 Male Svatonovice    | 1. Marco Gaiardo 5. Gabriele Abate 13. Alberto Mosca 24. Diego Filippi           | 1. ITA Oro           |
| Edizione 13 2007 Cauterets           | 2. Marco De Gasperi 3. Marco Gaiardo 10. Gabriele Abate 16. Mauro Lanfranchi     | 1. ITA Oro           |
| Edizione 14 2008 Zell am Harmersbach | 2. Bernard Dematteis 3. Marco De Gasperi 6. Marco Gaiardo 7. Gabriele Abate      | 1. ITA Oro           |
| Edizione 15 2009 Telfes              | 2. Marco De Gasperi 6. Martin Dematteis 9. Riccardo Sterni 20. Bernard Dematteis | 1. ITA Oro           |
| Edizione 16 2010 Sapareva Banya      | 2. Martin Dematteis 3. Marco De Gasperi 5. Gabriele Abate 6. Bernard Dematteis   | 1. ITA Oro           |
| Edizione 17 2011 Bursa Uludag        | 2. Gabriele Abate 3. Bernard Dematteis 5. Alex Baldaccini 23. Martin Dematteis   | 1. ITA Oro           |
| Edizione 18 2012 Denizli Pamukkale   | 4. Gabriele Abate 5. Marco De Gasperi 7. Xavier Chevrier 23. Bernard Dematteis   | 1. ITA Oro           |
| Edizione 19 2013 Borovets            | 1. Bernard Dematteis 2. Alex Baldaccini 4. Xavier Chevrier 23. Martin Dematteis  | 1. ITA Oro           |
| Edizione 20 2014 Gap                 | 1. Bernard Dematteis 3. Martin Dematteis 7. Luca Cagnati 20. Alex Baldaccini     | 1. ITA Oro           |
| Anno                                 | Rango e nome dell`atleta                                                         | Classifica a squadre |
| Edizione 21 2015 Porto Moniz         | 3. Alex Baldaccini 6. Xavier Chevrier 7. Bernard Dematteis 13. Luca Cagnati      | 1. ITA Oro           |
| Edizione 22 2016 Arco                | 1. Martin Dematteis 2. Bernard Dematteis 5. Cesare Maestri 7. Xavier Chevrier    | 1. ITA Oro           |
| Edizione 23 2017 Kamnik              | 1. Xavier Chevrier 3. Francesco Puppi 13. Alex Baldaccini 18. Cesare Maestri     | 2. ITA Argento       |

#### Medagliere individuale maschile
La tabella è preordinata secondo l`ordine alfabetico, ma è possibile ordinare i dati secondo qualunque colonna, come ad esempio il numero totale di medaglie d'oro o il numero totale di medaglie complessive. Per ordinare secondo numero di medaglie d'oro, numero di medaglie d'argento, numero di medaglie di bronzo (come fatto in via ufficiosa dal CIO e dalla maggior parte delle emittenti televisive) occorre ordinare prima la colonna dei bronzi, poi degli argenti, poi degli ori (cliccando due volte perché il primo click del mouse ordina in maniera crescente).
| Atleta            | Oro | Argento | Bronzo | Totale |
| ----------------- | --- | ------- | ------ | ------ |
| Antonio Molinari  | 3   | 2       | 1      | 6      |
| Alex Baldaccini   | 0   | 1       | 1      | 2      |
| Bernard Dematteis | 2   | 2       | 1      | 5      |
| Davide Milesi     | 0   | 0       | 1      | 1      |
| Francesco Puppi   | 0   | 0       | 1      | 1      |
| Gabriele Abate    | 0   | 1       | 0      | 1      |
| Lucio Fregona     | 0   | 0       | 1      | 1      |
| Marco De Gasperi  | 1   | 3       | 4      | 8      |
| Marco Gaiardo     | 2   | 0       | 2      | 4      |
| Martin Dematteis  | 1   | 1       | 1      | 3      |
| Massimo Galliano  | 1   | 0       | 0      | 1      |
| Xavier Chevrier   | 1   | 0       | 0      | 1      |

#### Medagliere a squadre maschile
| Squadra | Oro | Argento | Bronzo | Totale |
| ------- | --- | ------- | ------ | ------ |
| Italia  | 21  | 2       | 0      | 23     |

### Maschile U20M
Titolo distribuito a partire dal 2007.
| Anno                                 | Rango e nome dell`atleta                                                       | Classifica a squadre |
| Edizione 13 2007 Cauterets           | 7. Alex Baldaccini 9. Emanuele Rampa 18. Andrea Tabacchi                       | 3. ITA Bronzo        |
| Edizione 14 2008 Zell am Harmersbach | 6. Xavier Chevrier 9. Luca Re 16. Marco Leoni 20. Luca Cagnati                 | 2. ITA Argento       |
| Edizione 15 2009 Telfes              | 2. Xavier Chevrier 8. Luca Cagnati 10. Kelumu Crippa 16. Marco Leoni           | 1. ITA Oro           |
| Edizione 16 2010 Sapareva Banya      | 4. Paolo Ruatti 5. Andrea Debiasi 25. Marco Barbuscio 31. Federico Vaglia      | 2. ITA Argento       |
| Edizione 17 2011 Bursa Uludag        | 10. Enrico Lembo 13. Cesare Maestri 20. Giovanni Olocco 28. Andrea Pelissero   | 3. ITA Bronzo        |
| Edizione 18 2012 Denizli Pamukkale   | 6. Cesare Maestri 10. Michael Monella 20. Fabio Bulanti 35. Dylan Titon        | 4. ITA               |
| Edizione 19 2013 Borovets            | 3. Michele Vaia 8. Giampaolo Crotti 11. Nadir Cavagna 35. Michael Monella      | 2. ITA Argento       |
| Edizione 20 2014 Gap                 | 5. Nadir Cavagna 6. Alberto Vender 9. Diego Ras 35. Martino De Nardi           | 1. ITA Oro           |
| Edizione 21 2015 Porto Moniz         | 4. Davide Magnini 7. Francesco Agostini 8. Alberto Vender 12. Marco Casuscelli | 2. ITA Argento       |
| Edizione 22 2016 Arco                | 2. Davide Magnini 4. Daniel Pattis 14. Andrea Rostan 15. Samuele Nava          | 2. ITA Argento       |
| Anno                                 | Rango e nome dell`atleta                                                       | Classifica a squadre |
| Edizione 23 2017 Kamnik              | 2. Daniel Pattis 3. Andrea Prandi 7. Andrea Rostan 12. Matteo Bonzi            | 1. ITA Oro           |

#### Medagliere individuale U20M
Per ragioni di età (tra gli U20M si rimane solo alcuni anni) vengono elencati solo gli atleti che hanno vinto almeno 2 medaglie. Per il momento nessuno è riuscito nell`impresa.
| Atleta | Oro | Argento | Bronzo | Totale |
| ------ | --- | ------- | ------ | ------ |
| -      | 0   | 0       | 0      | 0      |

#### Medagliere a squadre U20M
| Squadra | Oro | Argento | Bronzo | Totale |
| ------- | --- | ------- | ------ | ------ |
| Italia  | 3   | 5       | 2      | 10     |

### Femminile assolute
| Anno                                 | Rango e nome dell`atleta                                                                  | Classifica a squadre |
| Edizione 1 1995 Vallerague           | 6. Nives Curti 8. Valeria Colpo 11. Daniela Spilotti                                      | 3. ITA Bronzo        |
| Edizione 2 1996 Llanberis            | 2. Maria Grazia Roberti 3. Nives Curti 5. Mirela Cabodi                                   | 1. ITA Oro           |
| Edizione 3 1997 Ebensee              | 10. Flavia Gaviglio 12. Maria Grazia Roberti 25. Nives Curti                              | 5. ITA               |
| Edizione 4 1998 Sestriere            | 1. Rosita Rota Gelpi 2. Flavia Gaviglio 3. Pierangela Baronchelli 4. Maria Grazia Roberti | 1. ITA Oro           |
| Edizione 5 1999 Bad Kleinkirchheim   | 8. Maria Grazia Roberti 16. Daniela Spilotti 18. Flavia Gaviglio 39. Rosita Rota Gelpi    | 3. ITA Bronzo        |
| Edizione 6 2000 Miedzyggorze         | 3. Rosita Rota Gelpi 6. Flavia Gaviglio 10. Margherita Grosso 17. Pierangela Baronchelli  | 1. ITA Oro           |
| Edizione 7 2001 Cerklje              | 4. Pierangela Baronchelli 17. Flavia Gaviglio 24. Asha Tonolini 41. Rosita Rota Gelpi     | 3. ITA Bronzo        |
| Edizione 8 2002 Camara de Lobos      | 6. Valentina Belotti 7. Romina Sedoni 9. Vittoria Salvini 14. Asha Tonolini               | 1. ITA Oro           |
| Edizione 9 2003 Trento               | 3. Antonella Confortola 7. Vittoria Salvini 9. Monica Bottinelli 14. Flavia Gaviglio      | 1. ITA Oro           |
| Edizione 10 2004 Korbielow           | 3. Rosita Rota Gelpi 7. Antonella Confortola 8. Flavia Gaviglio 18. Elena Riva            | 1. ITA Oro           |
| Anno                                 | Rango e nome dell`atleta                                                                  | Classifica a squadre |
| Edizione 11 2005 Heiligenblut        | 5. Vittoria Salvini 9. Antonella Confortola 20. Flavia Gaviglio 28. Monica Morstofolini   | 2. ITA Argento       |
| Edizione 12 2006 Male Svatonovice    | 3. Vittoria Salvini 7. Maria Grazia Roberti 8. Monica Morstofolini 13. Elisa Desco        | 1. ITA Oro           |
| Edizione 13 2007 Cauterets           | 7. Vittoria Salvini 10. Maria Grazia Roberti 12. Elisa Desco 17. Antonella Confortola     | 3. ITA Bronzo        |
| Edizione 14 2008 Zell am Harmersbach | 1. Elisa Desco 8. Maria Grazia Roberti 13. Cristina Scolari                               | 3. ITA Bronzo        |
| Edizione 15 2009 Telfes              | 2. Valentina Belotti 4. Renate Rungger 10. Maria Grazia Roberti 25. Cristina Scolari      | 1. ITA Oro           |
| Edizione 16 2010 Sapareva Banya      | 2. Valentina Belotti 4. Antonella Confortola 6. Cristina Scolari 11. Maria Grazia Roberti | 1. ITA Oro           |
| Edizione 17 2011 Bursa Uludag        | 2. Antonella Confortola 4. Valentina Belotti 16. Ornella Ferrara 20. Alice Gaggi          | 1. ITA Oro           |
| Edizione 18 2012 Denizli Pamukkale   | 7. Antonella Confortola 9. Alice Gaggi 14. Maura Trotti 18. Maria Grazia Roberti          | 2. ITA Argento       |
| Edizione 19 2013 Borovets            | 2. Valentina Belotti 4. Elisa Desco 5. Renate Rungger 28. Samantha Galassi                | 1. ITA Oro           |
| Edizione 20 2014 Gap                 | 4. Alice Gaggi 7. Elisa Desco 9. Valentina Belotti 31. Elisa Sortini                      | 1. ITA Oro           |
| Anno                                 | Rango e nome dell`atleta                                                                  | Classifica a squadre |
| Edizione 21 2015 Porto Moniz         | 10. Alice Gaggi 15. Samantha Galassi 19. Antonella Confortola 28. Sara Bottarelli         | 4. ITA               |
| Edizione 22 2016 Arco                | 2. Alice Gaggi 3. Sara Bottarelli 6. Valentina Belotti 12. Antonella Confortola           | 1. ITA Oro           |
| Edizione 23 2017 Kamnik              | 6. Valentina Belotti 11. Sara Bottarelli 16. Alice Gaggi 26. Samantha Galassi             | 2. ITA Argento       |

#### Medagliere individuale femminile
La tabella è preordinata secondo l`ordine alfabetico, ma è possibile ordinare i dati secondo qualunque colonna, come ad esempio il numero totale di medaglie d'oro o il numero totale di medaglie complessive. Per ordinare secondo numero di medaglie d'oro, numero di medaglie d'argento, numero di medaglie di bronzo (come fatto in via ufficiosa dal CIO e dalla maggior parte delle emittenti televisive) occorre ordinare prima la colonna dei bronzi, poi degli argenti, poi degli ori (cliccando due volte perché il primo click del mouse ordina in maniera crescente).
| Atleta                 | Oro | Argento | Bronzo | Totale |
| ---------------------- | --- | ------- | ------ | ------ |
| Alice Gaggi            | 0   | 1       | 0      | 1      |
| Antonella Confortola   | 0   | 1       | 1      | 2      |
| Elisa Desco            | 1   | 0       | 0      | 1      |
| Flavia Gaviglio        | 0   | 1       | 0      | 1      |
| Maria Grazia Roberti   | 0   | 1       | 0      | 1      |
| Nives Curti            | 0   | 0       | 1      | 1      |
| Pierangela Baronchelli | 0   | 0       | 1      | 1      |
| Rosita Rota Gelpi      | 1   | 0       | 2      | 3      |
| Sara Bottarelli        | 0   | 0       | 1      | 1      |
| Valentina Belotti      | 0   | 3       | 0      | 3      |
| Vittoria Salvini       | 0   | 0       | 1      | 1      |

#### Medagliere a squadre femminile
| Squadra | Oro | Argento | Bronzo | Totale |
| ------- | --- | ------- | ------ | ------ |
| Italia  | 13  | 3       | 5      | 21     |

### Femminile U20W
Titolo distribuito a partire dal 2007.
| Anno                                 | Rango e nome dell`atleta                                                       | Classifica a squadre |
| Edizione 13 2007 Cauterets           | 7. Clara Faustini                                                              | -                    |
| Edizione 14 2008 Zell am Harmersbach | 11. Clara Faustini 14. Sara Bottarelli                                         | 4. ITA               |
| Edizione 15 2009 Telfes              | 12. Erika Forni 25. Mabel Tirinzoni                                            | 8. ITA               |
| Edizione 16 2010 Sapareva Banya      | 5. Letizia Titon 10. Mabel Tirinzoni 15. Cristina Mondino                      | 4. ITA               |
| Edizione 17 2011 Bursa Uludag        | 11. Letizia Titon 20. Silvia Zubani 23. Sara Lhansour                          | 7. ITA               |
| Edizione 18 2012 Denizli Pamukkale   | 22. Ilaria Dalmagroi 23. Iris Facchin 24. Sara Lhansour                        | 8. ITA               |
| Edizione 19 2013 Borovets            | 10. Laura Maraga 14. Michela Comola 16. Alba De Silvestro 24. Simona Pelamatti | 5. ITA               |
| Edizione 20 2014 Gap                 | 17. Alessia Zecca 19. Roberta Ciappini 20. Elena Torcoli 30. Giulia Compagnoni | 6. ITA               |
| Edizione 21 2015 Porto Moniz         | 10. Roberta Ciappini 14. Francesca Franchi 18. Alessia Zecca 36. Irene Glarey  | 5. ITA               |
| Edizione 22 2016 Arco                | 2. Giulia Zanne 8. Francesca Franchi 17. Giulia Murada 26. Lorenza Beccaria    | 2. ITA Argento       |
| Anno                                 | Rango e nome dell`atleta                                                       | Classifica a squadre |
| Edizione 23 2017 Kamnik              | 8. Gaia Colli 11.Paola Varano 16. Marta Menditto 24. Anna Frigerio             | 4. ITA               |

#### Medagliere individuale U20W
Per ragioni di età (tra gli U20W si rimane solo alcuni anni) vengono elencate solo le atlete che hanno vinto almeno 2 medaglie. Per il momento nessuna è riuscita nell`impresa.
| Atleta | Oro | Argento | Bronzo | Totale |
| ------ | --- | ------- | ------ | ------ |
| -      | 0   | 0       | 0      | 0      |

#### Medagliere a squadre U20W
| Squadra | Oro | Argento | Bronzo | Totale |
| ------- | --- | ------- | ------ | ------ |
| Italia  | 0   | 1       | 0      | 1      |